# Les Nouvelles Aventures de Flash Gordon
Pour les articles homonymes, voir Flash Gordon (homonymie).
Les Nouvelles Aventures de Flash Gordon (Flash Gordon) est une série télévisée d'animation américaine en seize épisodes de 25 minutes et seize épisodes de 12 minutes, créée d'après la bande dessinée d'Alex Raymond et diffusée entre le 22 septembre 1979 et le 6 novembre 1982 sur le réseau NBC. Un téléfilm intitulé La Plus Grande Aventure de Flash Gordon (Flash Gordon : The Greatest Adventure of All) a été diffusé le 21 août 1982 juste avant la seconde saison.
En France, la série a été diffusée à partir du 21 décembre 1984 sur Antenne 2. Cette diffusion a commencé avec le téléfilm introduisant les aventures du personnage sur Mongo.

## Synopsis
Les aventures contant l'affrontement de Flash Gordon, Dale Arden et du docteur Hans Zarkov sur la planète Mongo avec l'Empereur Ming.

## Fiche technique
- Créateur : Lou Scheimer d'après les personnages créés par Alex Raymond
- Producteur : Don Christensen
- Producteurs exécutifs : Lou Scheimer et Norm Prescott
- Supervision de l'écriture : Ted Pedersen
- Musique : Ray Ellis et Norm Prescott
- Directeur de la photographie : R.W. Pope
- Montage : Earl Biddle et Jim Blodgett
- Direction artistique : Herb Hazelton
- Sociétés de production : Filmation et King Features Syndicate
- Société de distribution : National Broadcasting Company
- Pays d'origine : États-Unis
- Langue : Anglais Mono
- Durée : 25 puis 12 minutes
- Ratio : Couleur - 35 mm - 1,33:1
- Format : 35 mm

## Distribution

### Voix originales
- Robert Ridgely : Flash Gordon / Prince Barin [1]
- Diane Pershing : Dale Arden [1]
- Alan Oppenheimer : Dr Hans Zarkov / Ming [1]
- Allan Melvin : Roi Vultan / Thun l'homme-lion [1]
- Melendy Britt : Princesse Aura [1]
- Linda Gary : Azura
- Lou Scheimer : Narrateur / Gremlin [1]

### Voix françaises
- Jean Roche : Flash Gordon
- Michèle Bardollet : Dale Arden
- Francis Lax : Thun l'homme-lion / Ming (téléfilm)
- Claude Bertrand : Ming
- Albert Augier : Barin

## Épisodes

### Première saison (1979-1980)
1. Chapitre 1 : Une planète en danger (Chapter 1 : A Planet in Peril)
2. Chapitre 2 : Les Monstres de Mongo (Chapter 2 : The Monsters of Mongo)
3. Chapitre 3 : Vultan, roi des hommes-oiseaux (Chapter 3 : Vultan, King of the Hawkmen)
4. Chapitre 4 : Pour sauver la Terre (Chapter 4 : To Save Earth)
5. Chapitre 5 : Chasse à l'homme (Chapter 5 : The Best Men's Prey)
6. Chapitre 6 : Dans les profondeurs de l'océan (Chapter 6 : Into the Water World)
7. Chapitre 7 : Aventure sur Arboria (Chapter 7 : Adventure in Arboria)
8. Chapitre 8 : Le Monde de glace (Chapter 8 : The Frozen World)
9. Chapitre 9 : Le Monstre du glacier (Chapter 9 : The Monster of the Glacier)
10. Chapitre 10 : Magie bleue (Chapter 10 : Blue Magic)
11. Chapitre 11 : Le Roi Flash (Chapter 11 : King Flash)
12. Chapitre 12 : Le Tournoi de la mort (Chapter 12 : Tournament of Death)
13. Chapitre 13 : Naufragés sur Tropica (Chapter 13 : Castaways in Tropica)
14. Chapitre 14 : L'Oiseau du désert (Chapter 14 : The Desert Hawk)
15. Chapitre 15 : La Révolte des puissants (Chapter 15 : Revolt of the Power Men)
16. Chapitre 16 : La Dernière Bataille de Ming (Chapter 16 : Ming's Last Battle)

### Deuxième saison (1982)
1. Gremlin le dragon (Gremlin The Dragon)
2. Mariage princier (Royal Wedding)
3. Sir Gremlin (Sir Gremlin)
4. Double mortel (Deadly Double)
5. Le Jeu (The Game)
6. La Graine (The Seed)
7. La Sorcière (Witch Woman)
8. La Micro-menace (Micro Menace)
9. Flashback (Flash Back)
10. Le Guerrier (The Warrior)
11. Le Ballon de la liberté (The Freedom Balloon)
12. Le Sacrifice du volcan (The Sacrifice of the Volcano Men)
13. Attention aux cadeaux (Beware of Gifts)
14. L'Ordinateur de Ming (The Memory Bank of Ming)
15. La Stratégie de la survie (The Survival Game)
16. L'Heure de gloire de Gremlin (Gremlin's Finest Hour)

## DVD
- États-Unis :

Intégrale de la série en coffret 4 DVD chez BCI Eclipse le 18 juillet 2006 en audio anglais uniquement sans sous-titres avec de nombreux bonus (Documentaire 20 minutes sur la création de la série ; Commentaires audio ; Galerie photos ; profils des personnages : meilleurs moments de la série ; Quiz ; Cartes postales collector ; DVDROM ; épisode bonus Les défenseurs de la Terre) .
- Espagne :

Intégrale de la série en coffret 3 DVD chez Divisa Red, S.A.U. le 21 mars 2007 en audio anglais et espagnol sans sous-titres et sans bonus. (ASIN B0053C92TK)
- Royaume-Uni :

Intégrale de la série en coffret 3 DVD chez Delta le 19 septembre 2005 en audio anglais uniquement sans sous-titres et sans bonus. (ASIN B0009X74ZM)
- Allemagne :

Intégrale de la série en coffret 2 DVD chez New Ksm le 17 septembre 2012 en audio allemand uniquement sans sous-titres et sans bonus. (ASIN B008RT82X8)